# 권대희 사건
권대희 사건은 성형외과 얼굴윤곽수술중 의료 사고로 권대희라는 남성 대학생 청년이 사망한 사고이다. 해당 성형외과는 사고 이후에도 '14년 무사고'라고 광고하여 논란을 샀다. 수술 의사들은 과실치사로 기소되었고, 재정신청을 통해 간호조무사에게 무면허 의료행위를 맡긴 혐의로도 기소되었다. 해당 성형외과는 원장이 동시에 여러 환자의 수술을 집도하는 공장식 수술을 하고 있었고 수술실에 CCTV를 설치하고 있었다. 이 사건 이후 수술실 CCTV 설치를 의무화하자는 움직임이 제기되었다.